# Arthur Zinzen
Arthur Zinzen (* 29. September 1893 in Düsseldorf; † 4. Januar 1965 in Berlin) war ein deutscher Ingenieur und Direktor des Deutschen Normenausschusses.

## Leben
Arthur Zinzen studierte an der Technischen Hochschule München. Nach Abschluss des Studiums 1921 begann er eine Tätigkeit bei der Wumag in Görlitz, wechselte aber 1923 zur AEG nach Berlin. 1927 wurde er an der Technischen Hochschule Berlin promoviert und ging danach zum Klöckner-Humboldt-Deutz-Motorenbau in Köln-Kalk, wo er wissenschaftlicher Assistent des Generaldirektors wurde. Ab 1934 arbeitete er bei Rheinmetall-Borsig in Berlin. 1943 wurde Zinzen an der Technischen Hochschule Berlin habilitiert. Ab März 1946 lehrte er dort als Privatdozent und ab Januar 1953 bis zum Wintersemester 1963/64 als außerplanmäßiger Professor für Dampfkessel und Feuerungen. Er entwickelte ein Schmelzdiagramm für Brennstoffaschen, das als Zinzen-Diagramm bekannt wurde.
Beim Deutschen Normenausschuss (DNA) wurde Arthur Zinzen 1948 Sekretär des Präsidiums. 1950 wurde er Geschäftsführer des DNA und von 1952 bis 1963 war er dessen Direktor. Zum Januar 1964 trat er in den Ruhestand. Bei der Internationalen Organisation für Normung (ISO) war er in zahlreichen Spitzengremien vertreten.
Arthur Zinzen war Mitglied des Vereins Deutscher Ingenieure (VDI).  Der Verein ernannte ihn 1964 zu seinem Ehrenmitglied. Weitere Ehrungen waren das ebenfalls 1964 verliehene Große Verdienstkreuz des Verdienstordens der Bundesrepublik Deutschland, der DIN-Ehrenring des DNA und Fellow der Standards Engineer Society. Bereits 1962 wurde er aufgrund seiner Arbeiten auf philosophischem Gebiet zum außerordentlichen Mitglied des engeren Kreises der Deutschen Gesellschaft für Philosophie ernannt.

## Schriften (Auswahl)
- Der Einfluß der Anfangsdampftemperatur und der Endnässe auf den Wirkungsgrad von Dampfturbinen. Dissertationsschrift. Julius Springer, Berlin 1928.
- Der Einfluss der Dampftemperatur auf den Wirkungsgrad von Dampfturbinen. Julius Springer, Berlin 1928.
- Dampfkessel und Feuerungen. Springer, Berlin, Göttingen, Heidelberg 1950.
- Die ontologische Betrachtungsweise. Hain, Meisenheim am Glan 1963.